# Torymus longicauda
Torymus longicauda is een vliesvleugelig insect uit de familie Torymidae. De wetenschappelijke naam is voor het eerst geldig gepubliceerd in 1883 door Provancher.